# Karl Gustav-krigene
"Karl Gustav-Krigene" var to krige mellem Danmark-Norge og Sverige 1657–1660. De var den 5. og 6. krig af de 12 krige, der kaldes Svenskekrigene. Krigene endte med, at Danmark afstod landskaberne Skåne, Halland og Blekinge til Sverige, og Norge afgav Bohuslen til Sverige. Bornholm og de norske landskaber Trøndelag, Romsdal og Nordmøre, som blev overdraget til Sverige ved den første fredsslutning i 1658 (Freden i Roskilde), kom tilbage til henholdsvis Danmark og Norge ved den anden fredsslutning i 1660 (Freden i København).

## Første del
Kong Frederik 3. erklærede Sverige og kong Karl X Gustav krig den 1. juni 1657. "Karl Gustav-krigen" skulle være revanche for nederlaget i Torstensonkrigen i 1645. Først den 20. juni modtog svenskekongen krigserklæringen i den vestpreussiske by Thorn, nu Torun i Polen.
Efter det dansk angreb i juni på det svenske bispedømme Bremen-Verden, der hurtigt erobredes, rykkede svenskerne fra Polen ind i Holsten og besatte hele Jylland, mens Danmark sejrede i Halland og generobrede de i 1645 afståede norske landsdele Jemtland og Herjedalen.
I oktober indtog svenskerne Frederiksodde (Fredericia) efter et slag, hvor over 1.000 danske soldater faldt, og rigsmarsk Anders Bille, dødeligt såret, blev taget til fange.
Det blev isvinter, og bælterne frøs til, så de svenske tropper kunne gå over bælterne; først til Fyn, som de nåede 30. januar 1658. Via Tåsinge, Langeland, Lolland og Falster nåede svenskerne Sjælland, og allerede den 15. februar stod de 20 km fra København. Den danske ledelse var lammet af panik, og Frederik 3. indgik den ydmygende fredsaftale i Roskilde.
Hvad danskerne var uvidende om, men som svenskerne vidste gennem opsnappede depecher, var, at Brandenburg og Østrig havde besluttet at sende 23.000 soldater til Danmark som hjælp mod svenskerne. De svenske fredsforhandlere sænkede derfor deres krav til landafståelser og fik meget travlt med at få freden undertegnet. Da danskerne fik nys om undsætningshæren, var det for sent.

## Anden del
Kong Karl X Gustav var dog ikke tilfreds med aftalen. I august 1658 samlede han 6.000 soldater i Kiel og sejlede dem til Korsør, hvor de gik i land. Hæren drog over Sjælland mod København, og efter indledende kampe slog svenskerne lejr ved Brønshøj (Carlstad).
Hermed var København belejret.
København var under militær ledelse af Hans Schack. Han mobiliserede københavnerne til forsvar, selv om både vand og fødevareforsyninger var afskåret. Den 29. oktober ankom en hollandsk undsætningsflåde, som havde kæmpet sig forbi det svenskbesatte Kronborg og videre ned gennem Øresund. Den tilførte både forsyninger og soldater til den trængte by.
Det største slag ved København var svenskernes storm den 10. februar 1659. Ved en solid kampindsats, og godt hjulpet af militær spionage, lykkedes det københavnerne at modstå stormen, og svenskerne måtte trække sig tilbage med svære tab.
Den svenske hær, som var involveret i besættelser i Preussen og Pommern, blev nu presset sydfra af østrigske og polske tropper, og den allierede hær under ledelse af Eberstein trængte op gennem Jylland. På søen var hollænderne overlegne.
Karl X Gustav indså efter den mislykkede storm, at en erobring af Danmark ikke var mulig, og han koncentrerede nu sine tropper på Fyn. Det blev Schack og Eberstein, som kom til at udkæmpe de endelige slag fra dansk og allieret side. De to mødtes til samråd i Egernførde, og derefter sejlede Schacks tropper fra Kiel den 27. oktober 1659. I Storebælt forsøgte han et overraskelsesangreb på Nyborg, men da det mislykkedes, besluttede han at gå i land ved Kerteminde den 31. oktober, og det angreb lykkedes.
Schacks hær stod på Fyn, og efter nogle dages hvil, hvor den svenske hovedstyrke trak sig tilbage mod Nyborg, rykkede Schack mod Odense, hvor han holdt sit indtog den 9. november. To dage senere mødte han Ebersteins hær, der havde have kæmpet sig over til Lillebælt. Den 14. november begyndte slaget ved Nyborg, og dagen efter overgav svenskerne sig.
Den 26. maj 1660 blev der sluttet fred, og Danmark-Norge fik Bornholm og de norske områder tilbage. Indenrigspolitisk fik krigen store konsekvenser, da den ansporede Frederik 3.s statskup og indførelsen af enevælden.